# Купон в Акапулко
„Купон в Акапулко“ (на английски: Fun in Acapulco) е американски игрален филм (комедия, мюзикъл) от 1963 година на режисьора Ричард Торпе, по сценарий на Алан Уейз. Оператор е Даниел Л. Фап. Музиката във филма е композирана от Джоузеф Дж. Лили.

## Сюжет
Внимание:  Текстът по-долу разкрива сюжета на произведението (или части от него)!
Майк Уиндгрен (Елвис) се установява в Мексико, където става плажен спасител и певец. Обожаван е от всички местни красавици, сред които и Маргарита (Урсула Андрес), но печели и съперник в лицето на друг спасител – шампион на Мексико по гмуркане. Майк преодолява страха си от височини по зрелищен начин и скача от 40-метрова скала, с което печели уважението на своя съперник и възхищението на тълпата. Сред всеобщи аплодисменти Майк изпълнява една последна песен, преди да отпътува с Маргарита.

## Актьорски състав
| Роля               | Изпълнител      |
| ------------------ | --------------- |
| Майк Уиндгрен      | Елвис Пресли    |
| Маргарита Дауфин   | Урсула Андрес   |
| Долорес Гомез      | Елза Карденас   |
| Максимилиан Дауфин | Пол Лукас       |
| Раул Алмейдо       | Лари Домасин    |
| Морено             | Алехандро Рей   |
| Джосе Гарсия       | Робърт Гарикарт |
| Джани Харкинс      | Тери Хопе       |
| Бикоубиец          | Генаро Гомез    |